# ليندا كولين
ليندا كولين هي منتجة أفلام وممثلة كندية، ولدت في 18 ديسمبر 1958.

## وصلات خارجية
- ليندا كولين على موقع IMDb (الإنجليزية)
- ليندا كولين على موقع قاعدة بيانات الفيلم (الإنجليزية)